# ジョニー・ラッセル (サッカー選手)
ジョニー・ラッセル（Johnny Russell、1990年4月8日 - ）は、スコットランド・グラスゴー出身のプロサッカー選手。元サッカースコットランド代表。レアル・ソルトレイク所属。ポジションは、FW。

## 経歴

### クラブ
ダンディー・ユナイテッドFCの下部組織出身。2007年5月のフォルカークFC戦で途中出場しトップチームデビュー。その後、下位チームにレンタル移籍し経験を積んだ。
2011-12シーズンは飛躍の年となり、リーグ戦37試合に出場して9ゴールを挙げた。この活躍から2011-12シーズンのスコティッシュ・プレミアリーグ年間ベストイレブンに選出された。翌シーズンも好調を維持し、2013年1月のキルマーノックFC戦でリーグ戦では自身初となるハットトリックを達成した。
2013年6月、ダービー・カウンティFCに移籍。移籍金は75万ポンドで契約は4年。
2018年1月31日、スポルティング・カンザスシティに3年契約で移籍。
2025年4月25日、レアル・ソルトレイクに移籍。

### 代表
U-19年代からスコットランド代表に選出されている
2012年5月、A代表初招集。アメリカ合衆国代表との親善試合に臨むメンバーに選ばれたが、試合に出場することはなかった。初招集から2年以上経過した2014年11月、イングランドとの親善試合に出場し念願の初キャップ。ハーフタイムから途中出場すると、早速アンドリュー・ロバートソンのゴールをアシストし3-1の勝利に貢献した。

## タイトル

### 個人
- スコティッシュ・プレミアリーグ年間ベストイレブン : 2011–12